# Bass Cannon
Bass Cannon ist ein Lied des britischen Dubstep- und Brostep-Produzenten Flux Pavilion. Er wurde erstmals am 11. März 2011 veröffentlicht.

## Rezeption
Bass Cannon erlangt Bekanntheit, als der Titel in der Chris Moyles Show von Chris Moyles bei BBC gespielt wurde. Zudem wurde Bass Cannon auch auf dem Channel UKFDubstep auf YouTube veröffentlicht und promotet, wo der Beitrag bisher (Stand: 4. Juni 2016) über 21.900.000 Klicks bekam. Bass Cannon wurde unter dem Label Circus Records veröffentlicht und konnte in Großbritannien Platz 56 der Charts erreichen, wo er sechs Wochen verblieb.
Weitere Bekanntheit erlangte der Titel durch die „Orbital Bass Cannon Mod“ für das Spiel Garry’s Mod beziehungsweise Trouble in Terrorist Town. Durch die Mod wird eine Waffe mit Laservisier zum Spiel hinzugefügt. Durch das Abfeuern wird der Titel abgespielt und es wird ein vom Himmel kommenden Laserstrahl erzeugt, der nach dem Auftreffen auf dem Boden eine Druckwelle erzeugt. Alle Spieler, die sich in der Nähe befinden werden, daraufhin durch die Luft geschleudert oder getötet.

## Cover
Auf dem Cover der Single sieht man die Schriftzüge Bass Cannon und Flux Pavilion in Großbuchstaben geschrieben. Im Freiraum zwischen dem A von Bass Cannon sieht man Circus und im Freiraum des As bei Cannon sieht man UKF.